# Richard Clune
Richard "Rich" Clune, född 25 april, 1987 i Toronto, Ontario, är en kanadensisk professionell ishockeyspelare som tillhör NHL-organisationen Toronto Maple Leafs och spelar för deras primära samarbetspartner Toronto Marlies i American Hockey League (AHL). Han har tidigare representerat Los Angeles Kings och  Nashville Predators i NHL.
Clune valdes av Dallas Stars som 71:e spelare totalt i 2005 års NHL-draft.

## Statistik
| 2003–04      | Sarnia Sting        | OHL          | 58  | 3  | 13 | 16 | 72   | 5  | 0 | 1 | 1 | 0  |
| 2004–05      | Sarnia Sting        | OHL          | 67  | 21 | 13 | 34 | 103  | —  | — | — | — | —  |
| 2005–06      | Sarnia Sting        | OHL          | 61  | 20 | 32 | 52 | 126  | —  | — | — | — | —  |
| 2006–07      | Barrie Colts        | OHL          | 67  | 32 | 46 | 78 | 151  | 8  | 3 | 4 | 7 | 8  |
| 2006–07      | Iowa Stars          | AHL          | 1   | 0  | 0  | 0  | 2    | —  | — | — | — | —  |
| 2007–08      | Idaho Steelheads    | ECHL         | 19  | 1  | 9  | 10 | 41   | —  | — | — | — | —  |
| 2007–08      | Iowa Stars          | AHL          | 38  | 3  | 5  | 8  | 137  | —  | — | — | — | —  |
| 2008–09      | Manchester Monarchs | AHL          | 35  | 3  | 6  | 9  | 87   | —  | — | — | — | —  |
| 2009–10      | Manchester Monarchs | AHL          | 44  | 4  | 10 | 14 | 126  | —  | — | — | — | —  |
| 2009–10      | Los Angeles Kings   | NHL          | 14  | 0  | 2  | 2  | 26   | 4  | 0 | 0 | 0 | 5  |
| 2010–11      | Manchester Monarchs | AHL          | 66  | 8  | 14 | 22 | 222  | 7  | 0 | 3 | 3 | 6  |
| 2011–12      | Manchester Monarchs | AHL          | 56  | 6  | 9  | 15 | 253  | 4  | 0 | 0 | 0 | 14 |
| 2012–13      | Manchester Monarchs | AHL          | 35  | 2  | 5  | 7  | 98   | —  | — | — | — | —  |
| 2012–13      | Nashville Predators | NHL          | 47  | 4  | 5  | 9  | 113  | —  | — | — | — | —  |
| 2013–14      | Nashville Predators | NHL          | 58  | 3  | 4  | 7  | 166  | —  | — | — | — | —  |
| 2014–15      | Nashville Predators | NHL          | 1   | 0  | 0  | 0  | 0    | —  | — | — | — | —  |
| 2014–15      | Milwaukee Admirals  | AHL          | 62  | 6  | 11 | 17 | 181  | —  | — | — | — | —  |
| Totalt (AHL) | Totalt (AHL)        | Totalt (AHL) | 337 | 32 | 60 | 92 | 1097 | 11 | 0 | 3 | 3 | 20 |
| Totalt (NHL) | Totalt (NHL)        | Totalt (NHL) | 120 | 7  | 11 | 18 | 305  | 4  | 0 | 0 | 0 | 5  |